# Finhan
Finhan è un comune francese di 1 378 abitanti situato nel dipartimento del Tarn e Garonna nella regione dell'Occitania.

## Società

### Evoluzione demografica
Abitanti censiti

## Monumenti

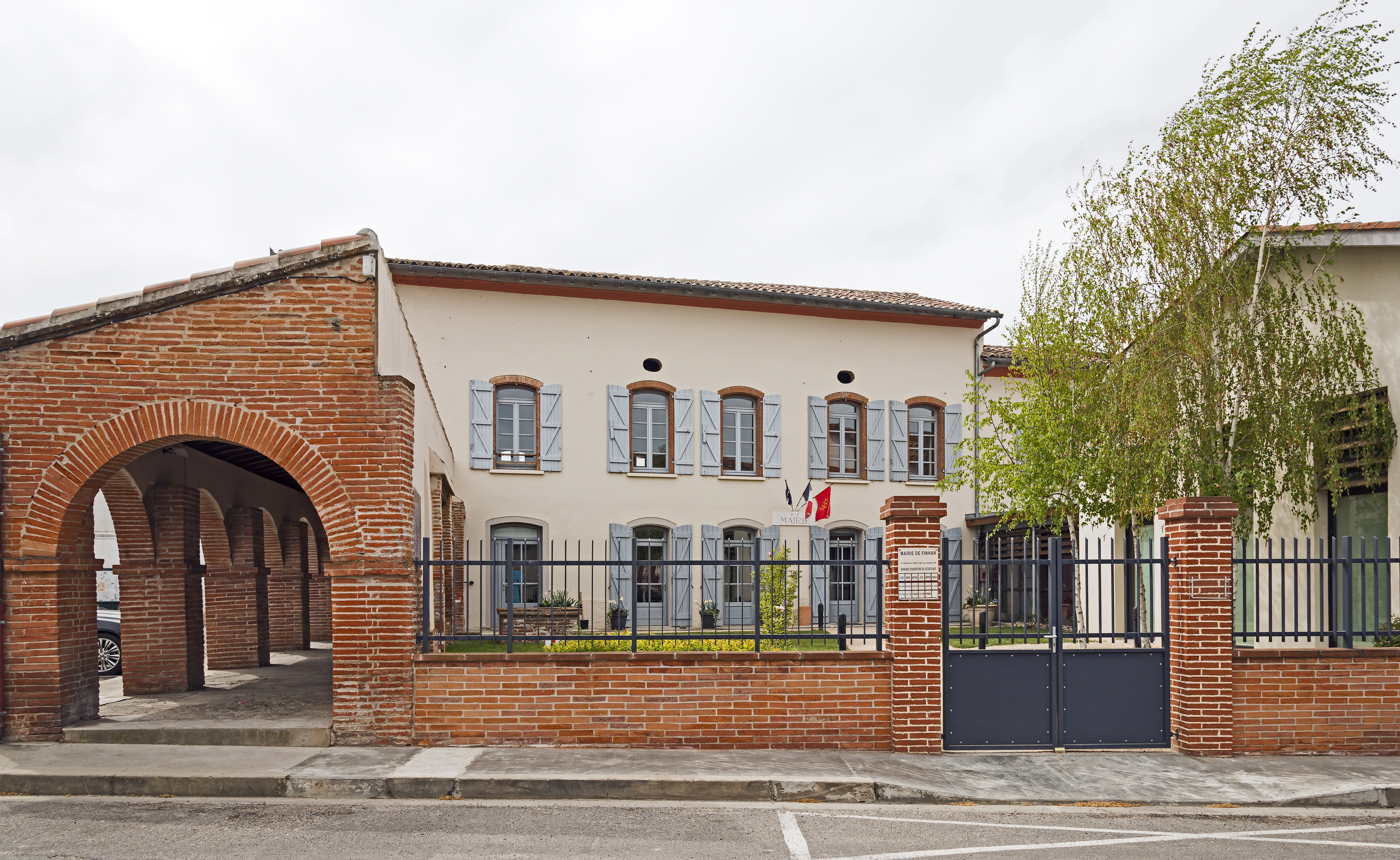
il municipio
il campanile
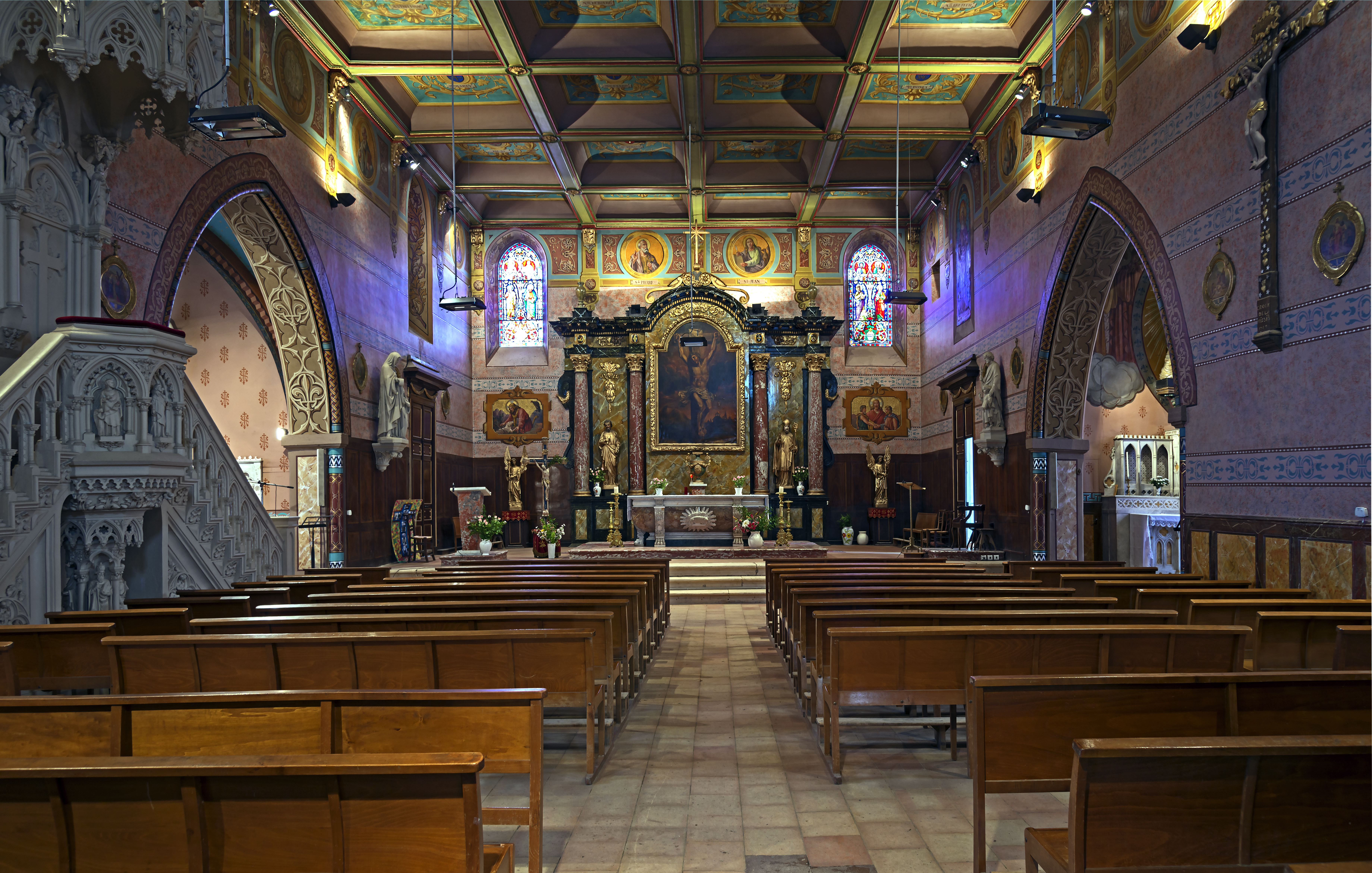
All'interno della chiesa
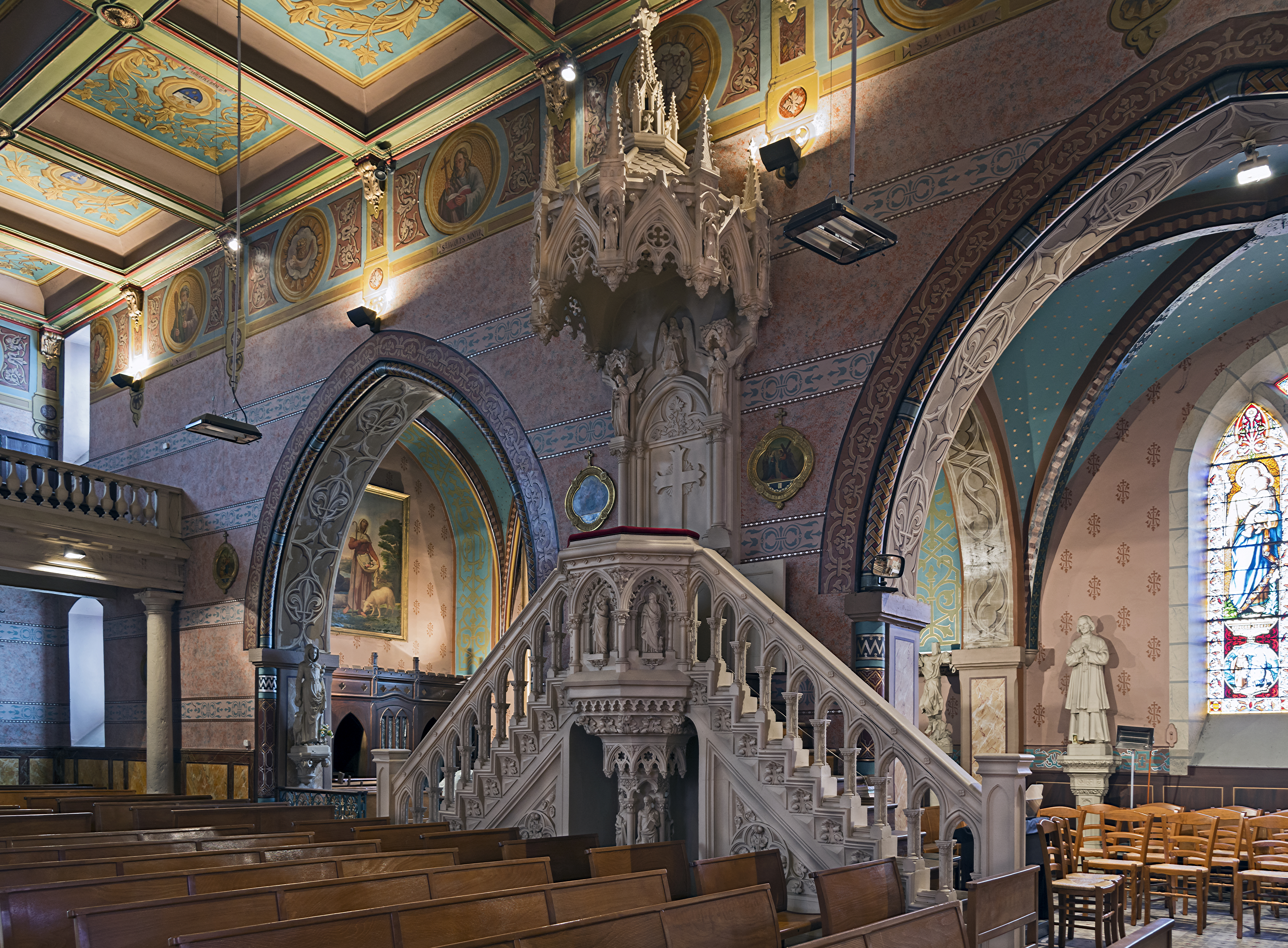
il pulpito
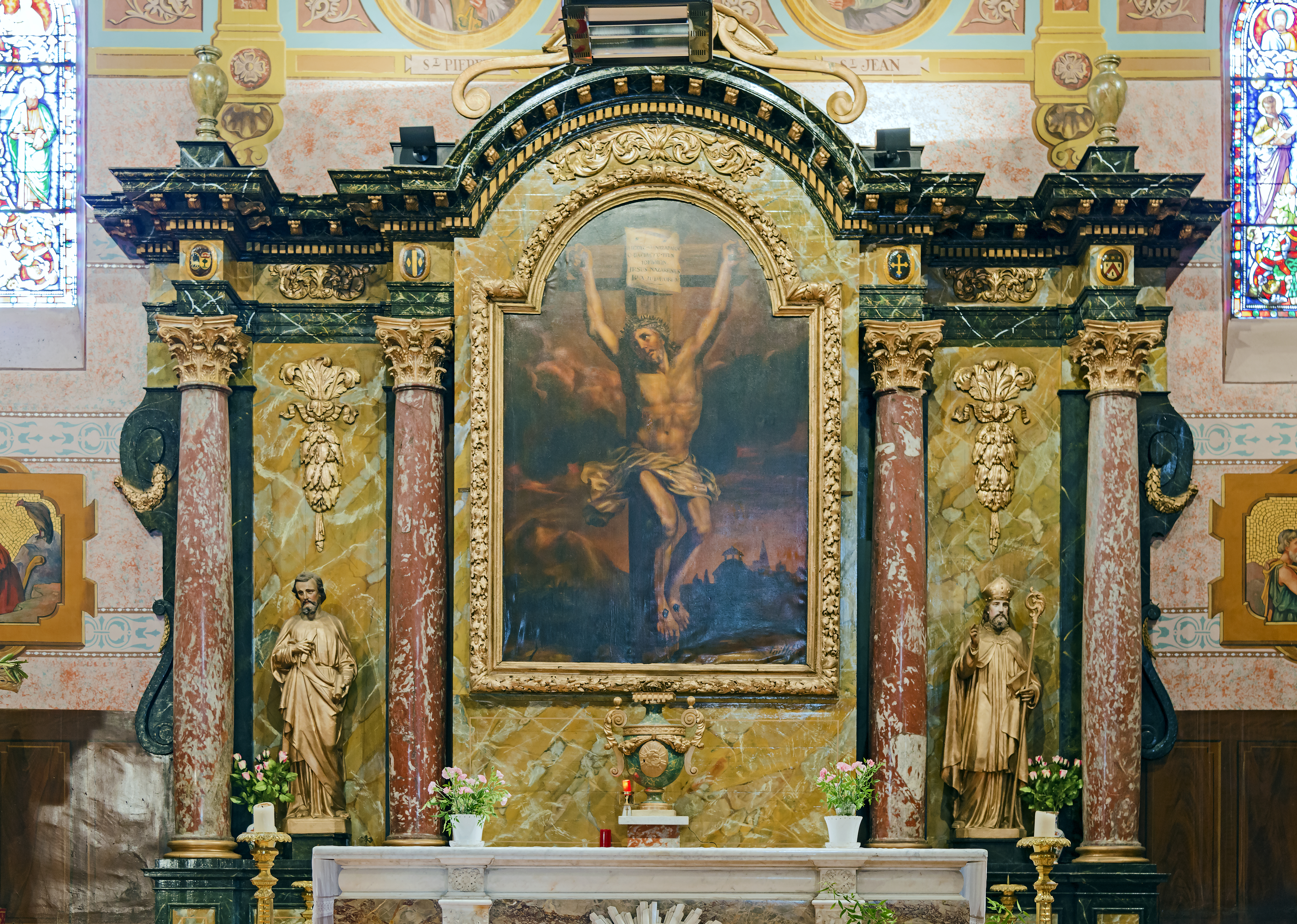
pala d'altare
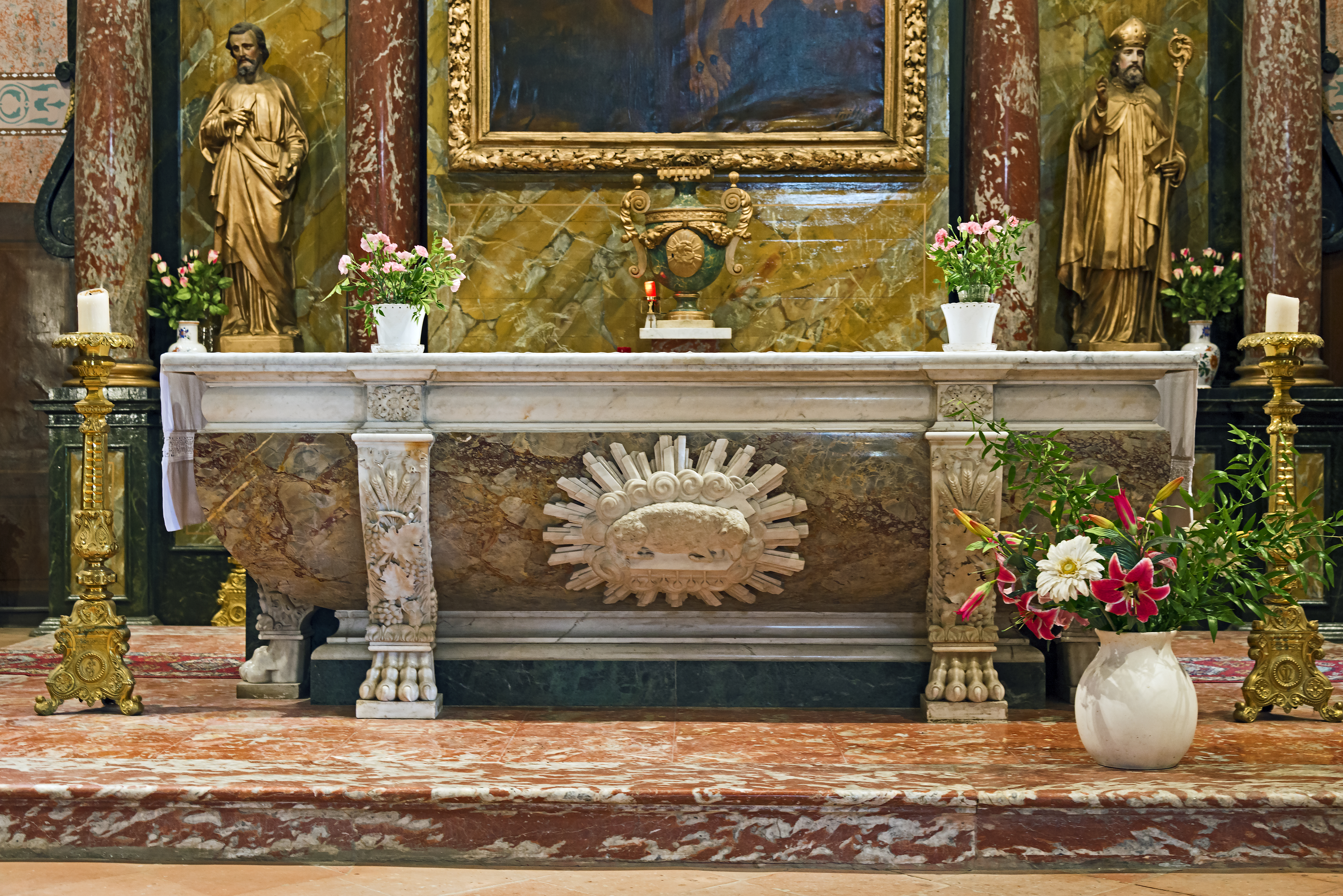
altare
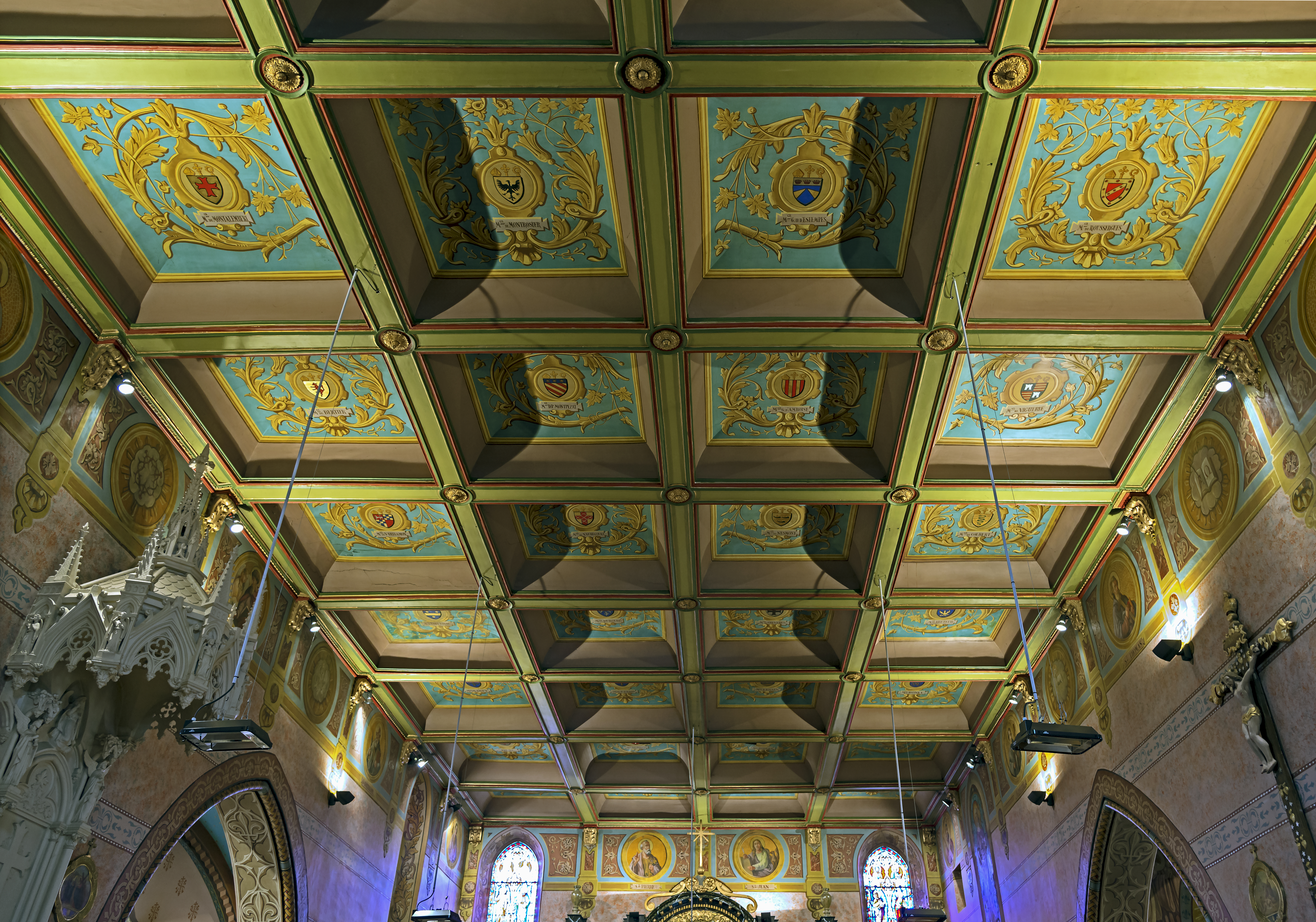
il soffitto
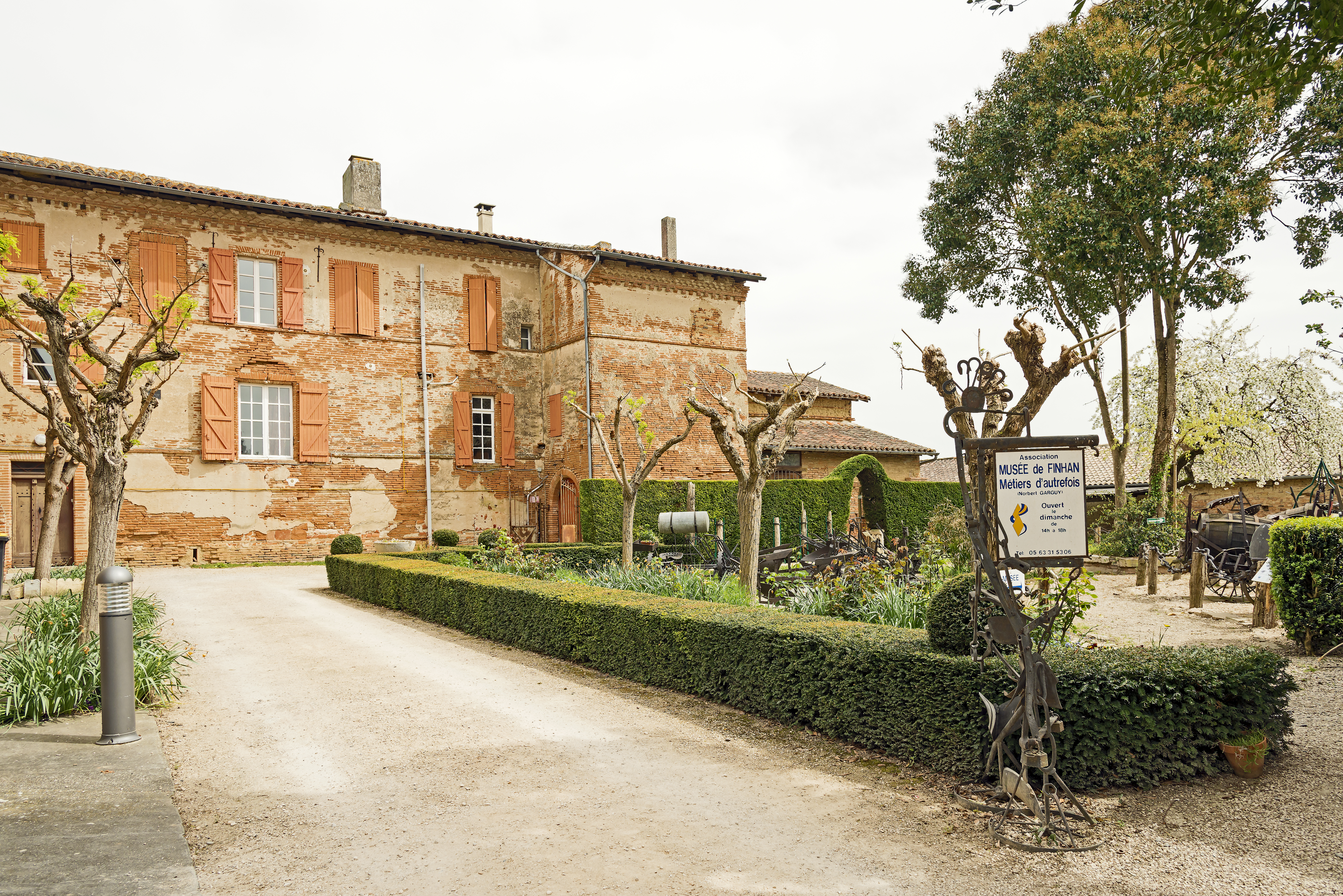
il Museo
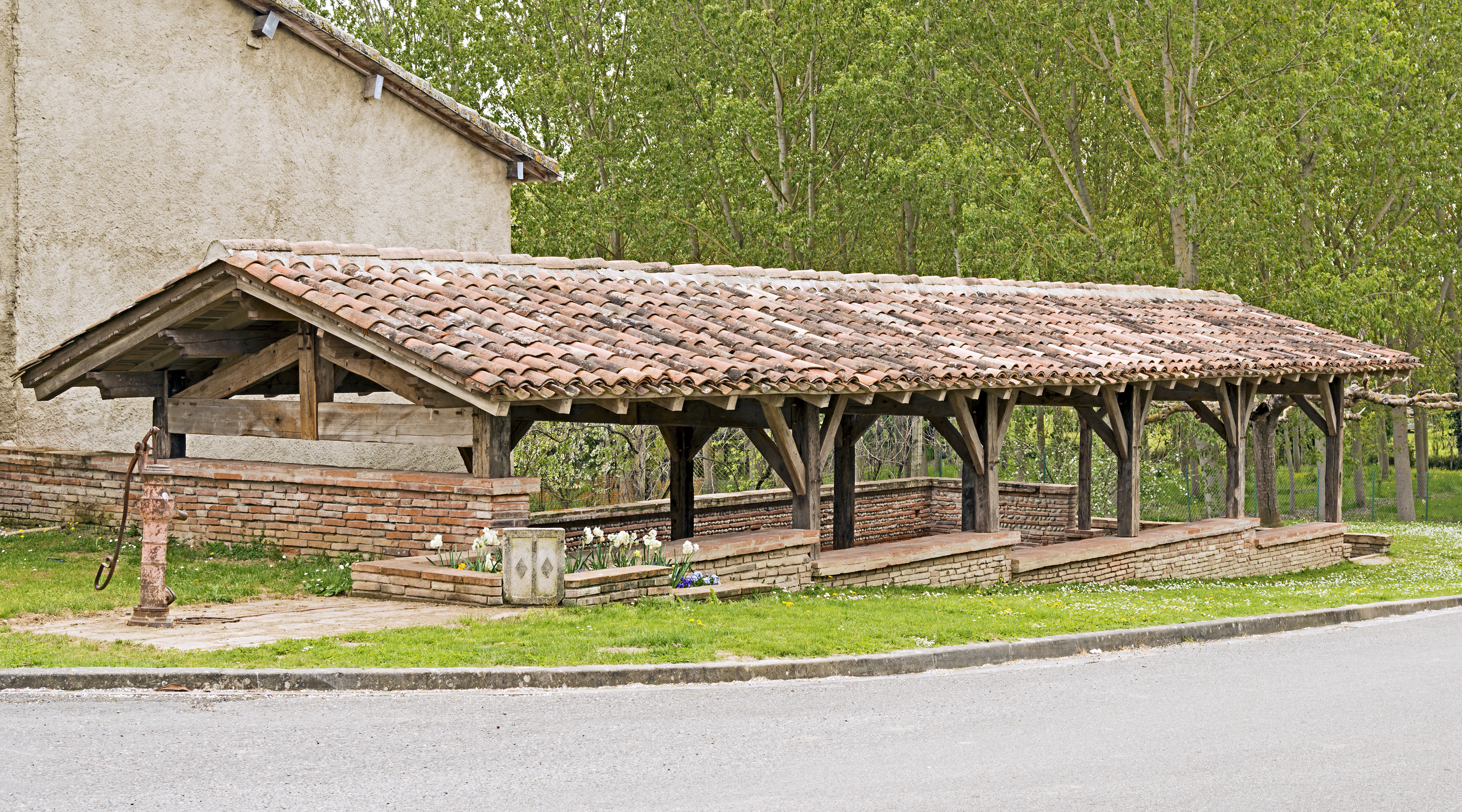
la lavanderia